# 趙席聘
趙 席聘（ちょう せきへい）は中華民国の軍人。北京政府、国民軍、国民政府（国民革命軍）に属した。馮玉祥配下の「十三太保」の1人とされる場合がある。字は国珍。馮玉祥配下の劉郁芬の母方の従兄にあたる。

## 事績
1898年（光緒24年）、袁世凱率いる武衛右軍に入隊し、間もなく哨官となった。1902年（光緒28年）5月、保定北洋行営将弁学堂に入り、翌年卒業した。武衛右軍に復帰すると、馮玉祥の下で隊官に任ぜられている。1910年（宣統2年）、北洋第20鎮第40協第80標連長となった。
中華民国成立後は、馮玉祥率いる第16混成旅で営長に任ぜられ、1918年（民国7年）には団長に昇進、後に西北軍（国民軍）第8旅少将旅長となった。この他、甘粛省省会警察庁庁長、河州鎮守使、第17師師長、国民革命軍第3集団軍暫編騎兵第8旅旅長などを歴任した。1928年（民国17年）10月、甘粛省政府委員に任ぜられ、1931年（民国20年）8月までつとめた。1930年（民国19年）5月、中原大戦の勃発に際して馮玉祥から第18路軍中将総指揮に任命され、更に第13軍中将軍長や西安防城司令も務めた。馮玉祥が敗北、下野すると、趙席聘も同様の行動をとり、軍事・政治の経歴を事実上終了した。
これ以降における趙席聘の動向については不詳。ただし、中華人民共和国建国後も大陸に留まっており、1957年に北京市で病没している。享年84。

### 評価
趙席聘は勇猛な軍人である一方、政治面での能力は極めて低かった。河州鎮守使を務めていた間、現地回族に対して横暴な収奪を繰り返し、回族・漢族間の対立や怨恨を募らせるような拙劣な統治を行っていた。特に、回族の有力軍人であった馬仲英の父の馬宝を処刑するという重大な失策を犯しており、激怒した馬仲英の蜂起（河州事変）を招く結果となった。